# Ansitz Pabenschwandt

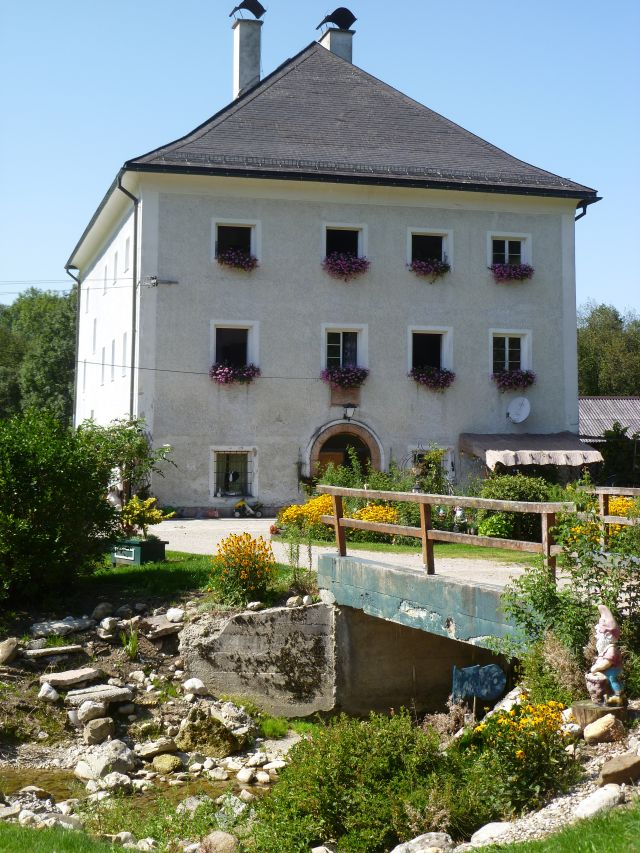
Ansitz Pabenschwandt

Der Ansitz Pabenschwandt ist ein Einzelhof nordöstlich des Ortskerns der Gemeinde Plainfeld im Salzburger Land.

## Geschichte

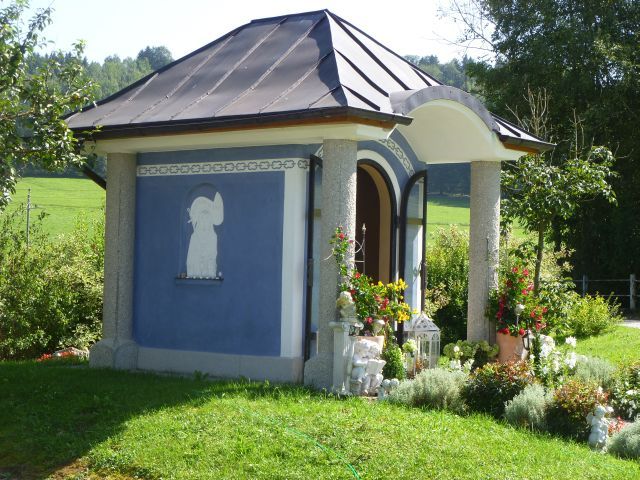
St.-Leonhard-Kapelle in Pabenschwandt

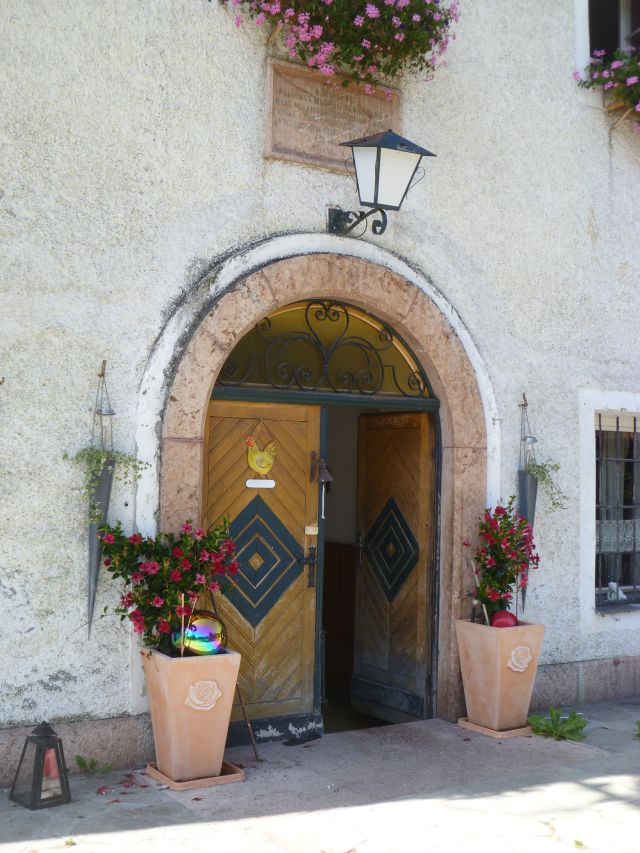
Eingangstür Ansitz Pabenschwandt

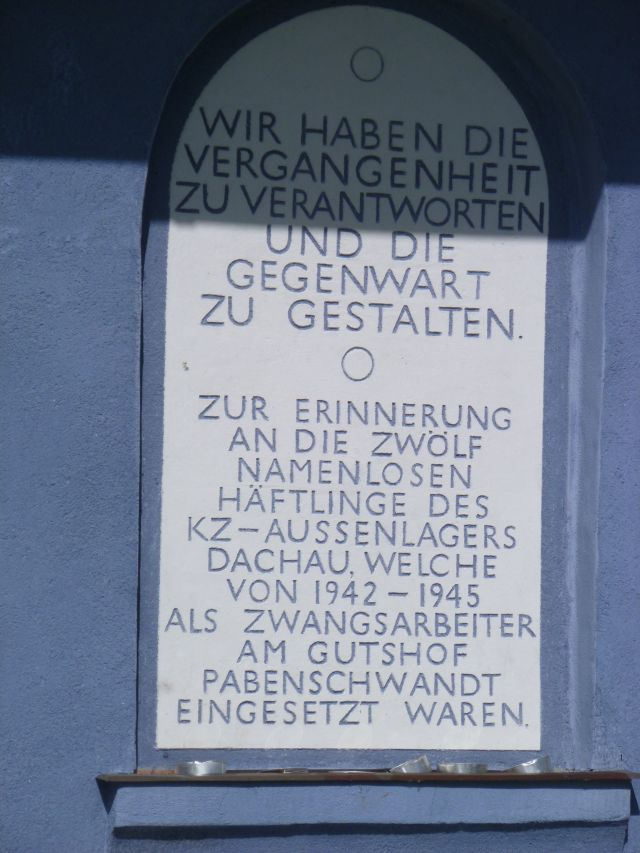
Gedenktafel auf der Westseite der St.-Leonhard-Kapelle

Die früheste Erwähnung des Namens Pabenschwandt von 1269 betrifft einen Konrad von Pabenswant, der für die Brüder Kuno und Konrad von Kalheim gebürgt hat. Am 26. Dezember 1288 übergaben die genannten Brüder gemeinsam mit Heinrich von Kalham die Gattin des Gottfried von Pabenswant, Hedwig, mit ihren sieben Kindern der Salzburger Kirche. 1336 werden die Pawenswanter als Grundherren erwähnt. Der letzte aus dieser Familie, Eustach von der Alm, hinterließ bei seinem Tod Pabenschwant seinem Diener Sebastian Hartberger. Nachdem auch dieser 1567 ohne Erben verstorben war, verkaufte seine Familie den Hof an den „Edl und Vest Hanns Heß und Anna Copeindlin“. Balthasar von Raunach erwarb 1574 den Hof, ließ aber die Verwaltung nach Wartenfels übertragen. Der Pfleger von Wartenfels, David Widmannster, hatte das Gut 1606 gekauft und dann an seine Kinder vererbt. 1678 kaufte Ferdinand Hueber Pabenschwandt. Der 1688 als „adeliger freyer Sitz“ bezeichnete Hof wurde 1705 vom Abtenauer Pfleger Josef Pock von Arnholz an Abt Placidus Mayrhauser vom Stift Sankt Peter (Salzburg) verkauft. St. Peter wollte sogar nach dem Kauf von Schloss Pabenschwandt eine größere Kapelle zu Ehren der Hl. Drei Könige mit täglicher Messlizenz errichten lassen, musste aber das Projekt nach dem Kauf von Schloss Goldenstein wieder fallen lassen.
Aus Anlass des 300-Jahr-Jubiläums errichteten die Erzabtei St. Peter und die Prangerschützen Plainfeld eine Kapelle zu Ehren des heiligen Leonhard. Sie wurde nach einer etwa sechsmonatigen Bauzeit am 5. November 2006 von Erzabt Edmund Wagenhofer eingeweiht.

## Baubeschreibung
Im 18. Jahrhundert bestand das Gut aus dem dreigeschoßigen, gemauerten Herrenhaus mit Erker, Oktogonalanbau und Hauskapelle. 1844 wurde das freieigne Schloss grundlegend umgestaltet und in ein Bauernhaus umgewandelt. Dabei verschwanden Erker, Oktogonalanbau und Hauskapelle. 1927 wurde der Bau nochmals modernisiert. Heute hat der Hof einen kubischen Baukörper mit mächtigem Walmdach und einem Mittelflurgrundriss.

## Geschichte von Pabenschwandt in der Zeit des Nationalsozialismus
1941 wurde der Hof von der Gestapo beschlagnahmt. Ab Frühjahr 1943 bis 25. April 1945 gab es in Pabenschwandt ein Außenkommando des KZ Dachau. Zehn weibliche Gefangene wurden zu Arbeiten am Versuchsgut Pabenschwandt eingesetzt; es handelte sich dabei um Zeuginnen Jehovas aus dem KZ Ravensbrück. Weiterhin arbeiteten in dem Außenkommando noch ein Franzose, ein Pole, und ein polnisches Mädchen. Das Außenkommando wurde am 1. Dezember 1944 dem KZ Dachau unterstellt.
Unter dem Stabsarzt Karl Fahrenkamp, einem Protege Heinrich Himmlers, der im Frühjahr 1943 nach Pabenschwandt übersiedelte, wurden dort ernährungswissenschaftliche Versuche unternommen. Himmler war mehrmals in Pabenschwandt zu Vorträgen.
Heute befindet sich auf der Westseite der Pabenschwandtkapelle eine Inschrift zum Gedenken an die NS-Häftlinge aus dem KZ Dachau.
1947 wurde der Hof an das Kloster St. Peter zurückgegeben und ist heute ein prosperierendes Unternehmen.